# 西田範次
西田 範次（にしだ のりつぐ、1945年10月2日 - ）は、岩手県盛岡市出身のホッケー指導者。富士大学教授、現富士大学ホッケー部総監督で日本ホッケー協会常務理事。

## 来歴
日本体育大学体育学部体育学科卒業後、岩手県教職員として採用され、岩手県立沼宮内高等学校教員として着任。自身はスキーの国体選手だったが、1970年の岩手国体を機にホッケー指導に転向し沼宮内高校とその後着任した岩手県立不来方高等学校を全国レベルの高校に育て上げ選抜大会やインターハイなどでチームを全国優勝に導いた。現在、指導者として日本フィールドホッケー界においてなくてはならない存在である。
2002年からは創部したばかりの富士大学ホッケー部の監督に就任、全国レベルの大学へと成長させ小沢みさきなどのオリンピック代表選手も育て上げている。

## 指導経歴

### 高校
- 岩手県立沼宮内高等学校 監督
- 岩手県立不来方高等学校 監督
- 全日本ユース日本代表 監督

### 大学
- 富士大学 監督